# Alliance française de Koszalin
L'Alliance française de Koszalin a été créée au début des années 1990.
En 2006, a été créée une association sans but lucratif Koszalińskie Stowarzyszenie "Alliance Francaise" Koszalin (KRS: 0000258869, REGON: 320246957) pour en reprendre les activités. 
La difficulté de boucler le budget en raison des coûts fixes incompressibles et d'un nombre d'inscrits aux cours relativement limité, malgré leur fort intérêt, a conduit à mettre en sommeil ses activités en 2008 et à la dissoudre le 25 mars 2010.
L'Alliance française contribuait à l'organisation du festival de théâtre lycéen francophone de Koszalin, avec le Lycée Dubois, la Ville de Koszalin, le maréchalat de la diétine de Poméranie occidentale et l’Ambassade de France en Pologne.

## Adresse
Racławicka 15-17, 75-620 Koszalin
Tel.: 	(+ 48) 94 318 56 93

## Personnalités liées à l’Alliance française de Koszalin
- Jan Kuriata (pl), député[5]